# Trogon de Reinwardt
Apalharpactes reinwardtii
Espèce
Statut de conservation UICN

 VU C2a(i) : Vulnérable
Le Trogon de Reinwardt (Apalharpactes reinwardtii syn. Harpactes reinwardtii) ou Trogon de Java, est une espèce d'oiseau de la famille des Trogonidae. Il est endémique à l'ouest de Java, en Indonésie.